# Erich Václav
Erich Václav (29. března 1930 Orlová – 26. srpna 2018 Praha) byl český lesník a učitel, který se podílel na rozvoji československého tropického a subtropického lesnictví.
Po 2. světové válce byl žákem na Měšťanské škole v Prostřední Suché, později vystudoval České vysoké učení technické v Praze, obor lesnictví. Zde se věnoval šlechtění lesních dřevin a obhájil zde svoji disertační a habilitační práci. V letech 1961–1962 absolvoval postgraduální studium tropického a subtropického lesnictví. V průběhu života se zúčastnil několika zahraničních projektů v Tanzanii, Bangladéši, Vietnamu, Indočíně a Laosu. Napsal řadu knih a byl jedním ze spoluzakladatelů časopisu Silvaecultura tropica et subtropica. Věnoval se tropickému a subtropickému lesnictví výukou, psaním knih a účastí na konferencích a seminářích.
Odborné lesnické veřejnosti je znám jako zakladatel prvního národního parku a lesnické školy v Laosu.
Byl autorem několika desítek knih, mj. cestopisu z USA nebo několika publikací o FC Baník Ostrava, jehož byl fanouškem.